# Orfeo (Sartorio)
Pour les articles homonymes, voir Orfeo et Orphée (homonymie).
Orfeo est un opéra en trois actes du compositeur italien Antonio Sartorio sur un livret d'Aurelio Aureli. Il s'inspire du mythe d'Orphée et d'Eurydice.

## Historique
Le librettiste, Aurelio Aureli, avait également travaillé avec les compositeurs italiens de l'époque tels Francesco Cavalli, Carlo Pallavicino et Giovanni Legrenzi.
L'opéra de Sartorio a été créée au Teatro San Salvatore de Venise le 14 décembre 1672, durant le carnaval, puis repris au Hoftheater de Vienne en 1672, puis à Venise en 1679.
Du fait d'une claire séparation entre les arias brillantes et nombreuses - une cinquantaine- et les récitatifs qui racontent l'histoire, l'œuvre est considérée comme une transition stylistique entre l'opéra vénitien de Francesco Cavalli et la nouvelle forme de l'opera seria. L'opéra remporta un grand succès à Venise et fut repris par la suite sous différents titres : Orfeo ed Euridice, au Teatro di Corte à Naples en 1682, au Hoftheater de Braunschweig en 1690 et au Teatro Formagliari de Bologne en 1695 ; Orfeo ossia Amore spesso inganna, au Teatro di Corte de Turin en 1697 ; Orfeo a torto geloso overo Amore spesso inganna, au Teatro Falcone de Gênes en 1706.
Parmi les reprises récentes, on peut citer plusieurs séries de représentations avec mise en scène. Ainsi en 1979, à Venise au Théâtre Goldoni, une première re-création de cet Orfeo a lieu à l'occasion de la biennale, sous la direction de René Clemencic. Au Festival de la musique ancienne à Utrecht, en 1998, l'œuvre est également reprise sous la direction de Stephen Stubbs, ainsi qu'en mars 1999 à Fano, au Teatro della Fortuna, sous la direction de Marco Longhini ou encore à la La Corogne au Teatro Rosalia de Castro en mai 2005 dans le cadre du festival Mozart, avec l'Orquesta Sinfonica de Galicia sous la direction d'Alberto Zedda, dans une mise en scène de Pier Luigi Pizzi.
« Sartorio, comme Agostino Steffani et Legrenzi, établit un pont entre la génération du premier opéra (1607-1647) et l’opera seria moralisé par Alessandro Scarlatti », souligne Vincent Borel dans Concertclassic, alors que le contre ténor Philippe Jaroussky s'est pris de passion pour cet ouvrage dont il assure la création française à l'Opéra de Montpellier en juin 2023,, dans une mise en scène de Benjamin Lazar, avec les musiciens de l’ensemble Artaserse sous la direction de Jaroussky. Olyrix souligne également « Si sa forme et sa période rapprochent volontiers l’Orfeo d’Antonio Sartorio (1630-1680) de celui de Monteverdi, il est tout à fait permis de penser qu’il aurait pu inspirer Offenbach : par certains ressorts dramatiques (notamment l’introduction du personnage d’Aristée), les libertés prises avec le mythe d’origine ou encore l’ajout d’éléments comiques ».
Repris durant l'été au festival de Royaumont, cet Orfeo le sera également en décembre 2023, à l'Athénée Louis Jouvet, dans la même configuration.

## Argument
Le livret prévoit deux ballets : Ballo primo, di pastori, e di ninfe, et Ballo secondo, di satiri, e baccanti. Il introduit plusieurs personnages qui gravitent autour de la tragédie d'Orfeo et d'Eurydice, ainsi que le frère d'Orfeo, Aristée. La jalousie d'Orfeo à l'égard de son frère est l'un des moteurs essentiels de la tragédie.

### Acte I
Dans le palais d'Orfeo, illuminé la nuit en vue des Noces
Tandis qu'Orphée et Eurydice proclament leur bonheur le philosophe et médecin Esculape, les met en garde sur les risques mariage. Les villageois et les nymphes s'apprêtent pour le ballet quand Erinda apprend à Orphée que son frère Aristée est gravement malade. Orphée se précipite à son chevet. Mais Erinda révèle alors qu’Aristée est amoureux d'Eurydice. Cette dernière est tentée par l'aventure.
Dans la montagne, à l'entrée de la grotte du centaure Chiron
Autonoe s'est déguisée en bohémienne pour rechercher son amant qui la délaisse, Aristée, quand elle croise la route du berger Orillo puis celle des pupilles de Hercule et Achille chassant le sanglier qui acceptent la demande d'aide d'Autonoe. Chiron leur tuteur arrive à son tour et, apprenant par Orillo que ses deux pupilles sont partis vers le palais d'Orfeo, exprime ses doutes sur l'amour.
Dans la chambre d'Aristée
Esculape dit à Aristée qu'il est atteint de la maladie d'amour qui se décide alors à révéler son amour à Eurydice sur le conseil d'Erinda. Ces confidences sont surprises par Orfeo qui entend la conversation, et finit par se montrer sans révéler qu'il a tout entendu. Il interroge Eurydice qui lu jure sa fidélité et se rend compte qu'amour et jalousie sont très dépendants l'un de l'autre.
La campagne au printemps
Autonoe lit l'avenir à Eurydice tandis qu'Aristée est attaqué par Achille mais échappe à la mort.

### Acte II
Orfeo est en proie aux affres de la jalousie et prépare sa vengeance contre Eurydice, persuadé qu'elle le trahit et se méprenant sur les échanges qu'il entend avec Aristée. Alors qu'il donne son épée à Orillo pour qu'il tue Eurydice. Cette dernière fuit Aristée et est mordue par un serpent. Elle en meurt portée par les nymphes. Orillo vient rendre compte à Orfeo et Aristée désespéré veut se tuer en se noyant dans l'Ebre mais Bacchus arrête son geste et lui propose de boire pour noyer son chagrin.

### Acte III
Orfeo est à son tour désespéré de la mort d'Eurydice qu'il a pourtant souhaité par jalousie. En rêve Eurydice lui apparait. Elle lui reproche de n'être pas venu la chercher pour la sauver des Enfers.
Tandis qu' Autonoé cherche à se venger d'Aristée qui repousse ses avances, Orfeo reçoit la visite de Pluton qui lui annonce que son chant a convaincu les Furies et qu'il pourra aller chercher Eurydice, qui le suivra, mais qu'il ne devra en aucun cas regarder. Malgré les supplications de la jeune femme, il ne peut s'empêcher de se retourner provoquant l'attaque immédiate des Furies qui emmènent Eurydice à nouveau vers l'Enfer. Celle-ci crie à Orfeo qu'il l'a perdue et Orfeo jure ne plus jamais aimer quiconque.

## Rôles, tessiture et distribution de la Première
| Rôle                    | Tessiture         | Distribution de la Première |
| ----------------------- | ----------------- | --------------------------- |
| Orfeo (Orpheus)         | soprano (castrat) | Gratianini                  |
| Euridice (Eurydice)     | soprano           | Antonina Coresi             |
| Aristeo (Aristaeus)     | soprano (castrat) |                             |
| Autonoe                 | soprano           |                             |
| Chirone (Chiron)        | basse             |                             |
| Achille (Achilles)      | alto (castrat)    |                             |
| Ercole (Hercules)       | tenor             |                             |
| Esculapio (Aesculapius) | basse             |                             |
| Erinda                  | ténor (travesti ) |                             |
| Orillo                  | soprano (castrat) |                             |
| Bacco (Bacchus)         | basse             |                             |
| Pluto                   | basse             |                             |
| Tetide (Thetis)         | soprano           |                             |

## Discographie
- 1980 - Orfeo (Sartorio) - Ensemble Clemencic Consort sous la direction de René Clemencic, avec : Andrew Schultz, Pedro Liendo, Gérard Lesne, Henri Ledroit, Sergio Vartolo, Aida Baghramian, Ana Higueras Aragon, Petya Grigorova,  Kurt Spanier, Mieczyslaw Antoniak - Coffret trois vinyles, Fonit Cetra – LMA 3001
- 1996 - Réédition du coffret Clemencic en CD - label Italia
- 2000 - Réédition album CD - Warner Fonit.
- 1999 - Teatro lirico sous la direction de Stephen Stubbs - enregistrement en live en 1998 en association avec le Early Music Festival d'Utrecht - CD Vanguard Classics -
- En 2017 le label Erato sort un pasticcio, basé sur des airs de L’Orfeo (1607) de Monteverdi, Orfeo (1647) de Luigi Rossi et L’Orfeo (1672) d'Antonio Sartorio, sous le titre La Storia di Orfeo, et la direction musicale de Diego Fasolis avec son ensemble I Barrochisti, et les solistes Philippe Jaroussky, Emoke Barath[12].